# Nadir Moknèche
 (août 2017).
- Si vous ne connaissez pas le sujet, laissez ce bandeau (vous pouvez alors contacter les auteurs).
- Si vous supprimez le contenu mis en cause (vous pouvez préalablement contacter les auteurs),

argumentez précisément cette suppression dans la page de discussion
(un manque de référence n'est pas un argument ; une recherche réelle de référence doit avoir été effectuée, être formellement documentée).
Nadir Moknèche est un réalisateur et scénariste franco-algérien, né le 21 février 1965 à Clichy.

## Biographie
Nadir Moknèche est né le 21 février 1965  à Paris de parents algériens. Son père meurt trois ans plus tard d'un accident du travail, ce qui provoque le retour de sa mère avec ses deux fils à Alger, où elle devient standardiste à la poste. Il est en pension chez les Frères des écoles chrétiennes. Il connaît l'apogée du régime de Boumédiène, les nationalisations, la révolution agraire, les pénuries d'approvisionnement. À 16 ans, il quitte sa famille pour revenir à Paris. Il retrouve l'hôtel meublé où il est né. Il commence son apprentissage de la vie, découvrant les facilités et les difficultés que l'on rencontre dans une grande capitale européenne quand on est un adolescent seul, provincial, et algérien.
Après le baccalauréat et deux ans de droit, il change d'orientation et décide de suivre des cours d'art dramatique, entre autres à l'école du Théâtre national de Chaillot. Durant cette période d'apprentissage, il découvre le cinéma, achète une caméra super 8 et s'initie à l'image. En 1993 il s'installe à New York pour deux ans, s'inscrit en cours de réalisation à The New School for Social Research, où il tourne deux courts-métrages.
De retour à Paris, il  dirige son premier long, tourné au Maroc : Le Harem de Madame Osmane reste à l'affiche en France durant tout l'été 2000.
Viva Laldjérie, tourné à Alger en 2003 est le film qui le fera connaître. 
Délice Paloma, histoire d'une mère maquerelle qui veut se racheter une vertu, tourné à Alger en 2006, n'obtient pas de visa d'exploitation en Algérie. 
Nadir Moknèche est pensionnaire de la Villa Médicis en qualité de cinéaste pour la saison 2010-2011.

## Filmographie
- 1994 : Hanifa, ainsi va l'amour (court métrage)
- 1995 : Le Jardin (court métrage)
- 2000 : Le Harem de Madame Osmane
- 2004 : Viva Laldjérie
- 2007 : Délice Paloma
- 2013 : Goodbye Morocco
- 2017 : Lola Pater
- 2023 : L'air de la mer rend libre